# 신장개업 운동맛집
《신장개업 운동맛집》은 2021년 5월 26일부터 2021년 11월 10일까지 방송되었던 시사교양 프로그램이다.

## 결방
- 2021년 6월 23일, 6월 30일, 7월 7일, 7월 14일, 7월 21일 : 《다큐멘터리 3일》 재방송 편성으로 인한 결방.
- 2021년 7월 28일 ~ 8월 4일 : 《2021년 도쿄 올림픽》 중계방송으로 인한 결방.
- 2021년 8월 11일 : 더불어민주당 대통령 선거 본선후보 토론회 편성으로 인한 결방.
- 2021년 10월 6일 : 《2021부산국제영화제》 편성으로 인한 결방.

## 이전 출연자
- 박미선 : 2021년 5월 26일 ~ 2021년 6월 16일

## 지역 방송총국 프로그램
다음 프로그램은 매주 수요일 저녁 7시 40분에 자체적으로 방송한다.
| 방송국                    | 지역                   | 프로그램               |
| ------------------------- | ---------------------- | ---------------------- |
| KBS제주                   | 제주특별자치도         | 집중진단 제주          |
| KBS청주                   | 충청북도               | 시사진단 라운드        |
| KBS춘천                   | 강원도                 | 지명수배,이유 in 즉슨  |
| KBS광주                   | 광주광역시             | 이리오너라 조선클럽    |
| KBS광주                   | 전라남도               | 이리오너라 조선클럽    |
| KBS대구, KBS부산, KBS창원 | 대구광역시, 부산광역시 | 세상 다반사            |
| KBS대구, KBS부산, KBS창원 | 경상북도, 경상남도     | 세상 다반사            |
| KBS대전                   | 대전광역시             | 과학으로 보는 세상 SEE |
| KBS대전                   | 충청남도               | 과학으로 보는 세상 SEE |
| KBS대전                   | 세종특별자치시         | 과학으로 보는 세상 SEE |